# Aroa hypoxantha
Aroa hypoxantha är en fjärilsart som beskrevs av Hans Daniel Johan Wallengren 1865. Aroa hypoxantha ingår i släktet Aroa och familjen tofsspinnare. Inga underarter finns listade i Catalogue of Life.